# Regal (Automarke)

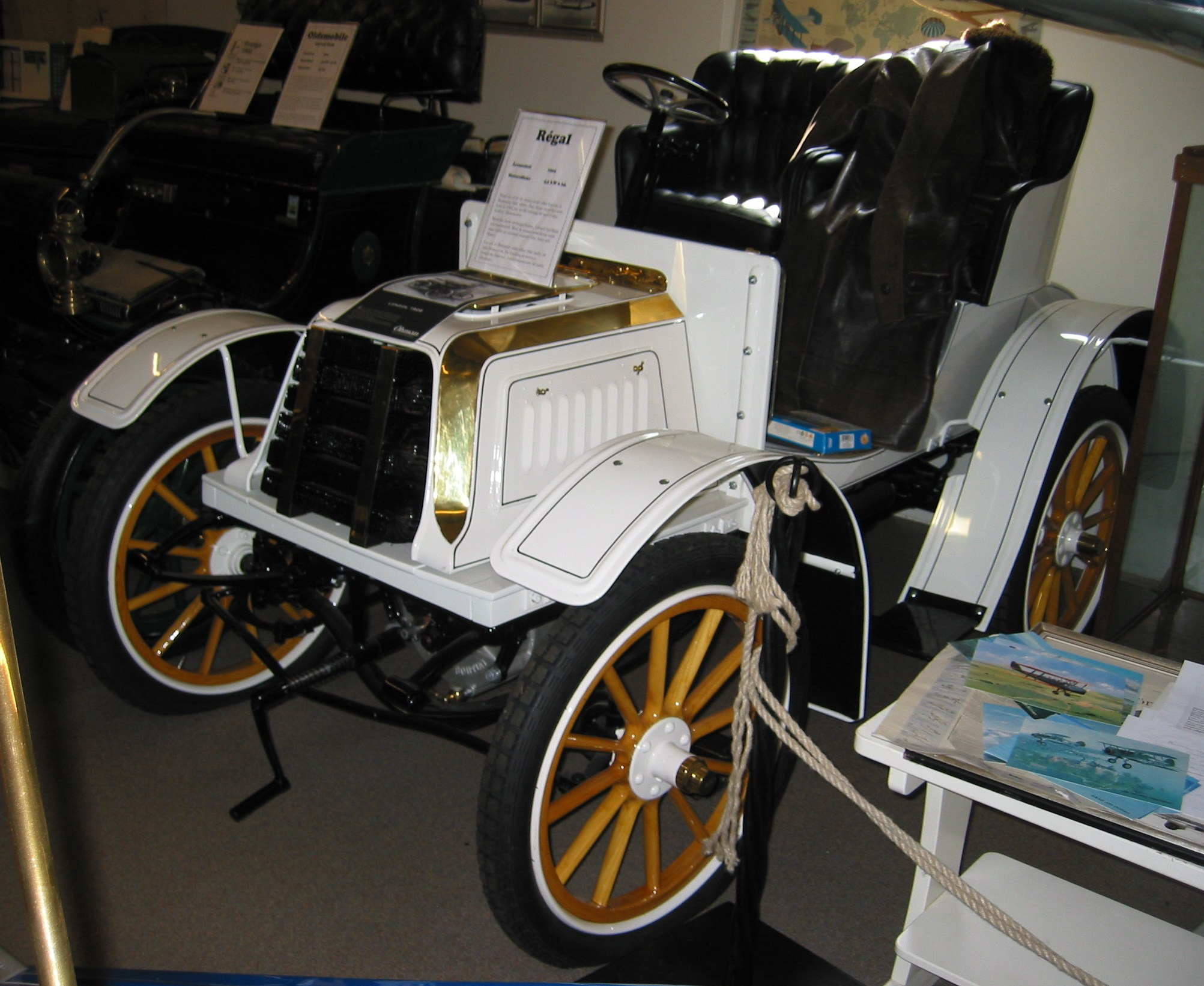
Regal von 1903

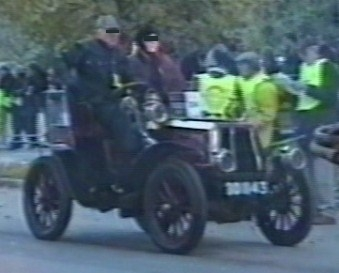
Regal von 1903 beim London to Brighton Veteran Car Run

Regal war eine französische Automarke.

## Unternehmensgeschichte
Das Unternehmen O. C. Selbach aus Paris begann 1903 mit der Produktion von Automobilen. 1904 endete die Produktion.

## Fahrzeuge
Bei den Fahrzeugen wurden Fahrgestelle von Lacoste & Battmann verwendet. Das kleinste Modell war mit einem Einzylindermotor von De Dion-Bouton mit 6 PS ausgestattet. Die Karosserieform Phaeton bot Platz für zwei Personen. Außerdem wurden Zwei- und Vierzylindermodelle mit Motoren von Aster und Mutel angeboten.
Ein Fahrzeug dieser Marke ist im Sparreholms Motormuseum in Sparreholm in Schweden zu besichtigen, ein anderes nimmt gelegentlich am London to Brighton Veteran Car Run teil.